# Parade (茅原実里のアルバム)
『Parade』（パレード）は、茅原実里の2枚目のオリジナルアルバム。2008年11月26日にLantisから発売された。

## 概要
前作『Contact』から約1年1ヶ月ぶりにリリースされた。また、本作の発売は2008年9月13日に渋谷C.C.Lemonホールで行われた自身のラジオ番組の『茅原実里のradio minorhythm』で発表され、同イベントでリード曲の「Voyager train」を歌唱した。また、同曲にはPVが製作されており、富士山の麓の野原で撮影された。また、PVのテーマは「アドベンチャー」でありどこかに冒険に行くというような映像になったとのこと。
「通常盤」と「Dream Limited Edition（初回限定盤）」の2パターンで販売された。ジャケットデザインは「通常盤」では昼、「初回限定盤」では夜となっている。ビジュアルは茅原自身が主体となって作りあげ色彩感豊かなジャケットに仕上がったという。また、デザインプロデューサーの小島冬樹は、前作『Contact』が茅原の心の表現であり、今作はそれと対比して茅原の夢の表現になっていると語っている。茅原のジャケットのイメージは「夢」や「希望」のような前向きな物を感じさせるイメージであったとのこと。また、撮り終わった写真を見てカーテンの向こうで何かのショーが繰り広げられている感じがしたという。「夜」のイメージの撮影の時は現場に虫が大量発生した為、小島は撮影が中断になるかと思ったが、茅原が虫に対して嫌悪感を抱かなかった事からピリピリしていた現場のムードが一気に和らいだと語っている。
アルバムのコンセプトは、タイトルとなっている「Parade（行進）」であり、ジャケットの製作や楽曲のイメージ等も茅原にスタッフが引っ張られていったという。前作は現実的な世界などが主体であったが、等身大で自分で歌える「雨上がりの花よ咲け」を歌ったことから「怒り」や「悲しみ」といった人間らしい部分を歌いたいと語っている。
前作『Contact』以降にリリースされた「Melty tale storage」、「雨上がりの花よ咲け」、「Paradise Lost」のシングル3作と新曲が収録されている。
収録曲の中でも「花束」が一番思い入れのある楽曲であり、楽曲を初めて貰った時に歌詞がとてもストレートであると感じたと語っている。作詞家の畑は何回も歌詞を書きなおしたという。また、畑には「花束」というタイトルだけ貰っていて畑は製作当時の茅原自身を書き残しておきたいと思い、一部のリテイクされた歌詞をどうしても入れたいと頼んだという。詞のイメージは、ファンが選んでくれた花を部屋に持ち帰りファン一人一人の気持ちを感じて感動している茅原をイメージしたと語っている。
次作『Sing All Love』からは「GloryHeaven」レーベルでのリリースとなる為に「ランティス」レーベルとしては最後のアルバムとなった。

## 批評
CDジャーナルは、「前作の無機質な作品に比べ、人間的な温かみが感じられる作品に仕上がっている。」と批評した。

## 収録曲
1. 透明パークにて [1:49]
作詞：畑亜貴、作曲・編曲：虹音
本アルバムのイントロダクション的な立ち位置の楽曲で、1曲目に収録されている所から物語の始まりを感じさせるようなシンプルな曲である。また、「Parade」の世界に誘われ、連れていってくれるようなファンタジックな曲で、茅原はマーチのアレンジが気に入っているという。また、マーチのアレンジは「Parade」というタイトルが決定した時に収録楽曲のどれかにマーチアレンジを入れて欲しいと頼んでいたとのこと[3]。
楽曲のイメージは「出会い」であり、茅原は恋に落ちた主人公が自分の夢の中で大切な人を想っているということをイメージしレコーディング時にはファンタジックのような雰囲気を大切にしたと語っている[3]。
弦のダビングはアルバム内で最後に行われたという。また、楽曲の時間が短いので約30分で収録が終了したという[3]。
2. Voyager train [5:15]
作詞：畑亜貴、作曲・編曲：菊田大介
本作のテーマ曲であり、アルバムを象徴するという曲ということで「今まで通り」という部分と「今までとは同じではいけない」という部分で、菊田は楽曲を製作している途中で凄く悩んだという。また、本曲のコンペでは候補曲が2曲挙がっており茅原のイメージに近かった楽曲を選んだと語っており、改めて茅原は菊田が茅原プロジェクトの核となっている人物であると語っている[3]。
茅原は、2番のBメロが終わった後の間奏のギターソロが明けた後のCメロ部分のリズムが3拍子に変化している部分がとても気に入っているという[3]。
詞は畑が手掛け、「Voyager train」とは茅原実里という列車にファンが乗って共に前に進んで行くということであり、列車には乗り込む人もいれば途中で降りる人もいるが、それでも前に向かって止まることなく走り続けるという意味が込められており、茅原は畑の歌詞を見て今後の道標になったと感じ、茅原自身、ずっと前に走り続けていきたいと願っているので、これから先、音楽を作りながら走っていく中で、いつでもどんな時でも誰もが気軽に乗り込んでいけるような列車であるような自分自身でありたいと語っている。
楽曲と出会って茅原自身が受け取るものが本当に大きいと改めて感じさせてくれる曲になったという。歌詞の中で「人にはいつも別れと出会いの道が何度も現れるけど選ぶために愛が残る」というフレーズに凄い重みを感じ、「出会い」と「別れ」を繰り返しながら生きていくのが人生であるので年を重ねるごとに深く頷けるようなフレーズであると改めて感じさせてくれたと語っている。また、茅原の楽曲と出会えた人、一人一人に対してに「せっかくなので、私と一緒に行きましょう」というメッセージが込められている[3]。
  - テレビ埼玉『アニたま』2008年11月度エンディングテーマ
  - テレビ東京『アニソンぷらす』2009年1月度エンディングテーマ
3. Prism in the name of hope [4:20]
作詞：畑亜貴、作曲：俊龍、編曲：藤田淳平
  - インターネットラジオ『茅原実里のradio minorhythm』5代目オープニングテーマ

第一印象から凄く笑顔になってしまう曲であり、初めて楽曲を聴いた時には思わず笑顔になってしまったぐらいの爽やかでジャッチな曲であったという。また、藤田によるアレンジで初めて耳にした時よりも弾けた曲に仕上がったという[3]。
本作の中で数少ないストリングスを使用していない曲の一つであり、茅原はギターが恰好良くてバンドメンバーの鍋嶋圭一の顔が思わず目に浮かんでしまったと語っている[3]。
テーマは、茅原とファンの「希望」の歌であり、この歌でみんなの明日を笑顔に変えたいというキラキラした気持ちでレコーディングに臨んだ曲であり、詞の中で「大好き。みんなの気持ちに必ず夢で答えるよ」というフレーズが印象的であり、早くライブで歌いたくなったという。また、「大好き」の後にパンパンとクラップを入れて欲しい感じがしたとのこと[3]。
爽やかな感じの曲に仕上がったが、レコーディングはとても過酷であり、清々しい曲なので楽曲のイメージが「爽やかに笑顔で元気に」であるので、イメージを曲に乗せる為に高音をコントロールするのに苦労したと語っている。また、作曲家の俊龍は、茅原が実際に歌っている姿をイメージして作曲を行ったという[3]。
4. Fairy Tune [4:28]
作詞：こだまさおり、作曲：Tatsh、編曲：大久保薫
タイトル通りのファンタジックな世界が描かれており、本作のジャケットが頭に浮かんでしまったという。体の力を抜いて音楽に身を委ねて聴いて欲しいと語っている。またレコーディングの時も体を揺らしながら歌ったという[3]。
大久保のアレンジが素晴らしく、レコーディング時には別件で大久保が隣のスタジオで作業を行っていたので、作業の合間に茅原のレコーディングに顔を出した時に間奏のアイデアを出したという。元々の間奏のイメージはメリーゴーランドのような雰囲気であったので、そのイメージに「ランランラン」というコーラスを付け加えたという。また、そのコーラスを聴いて茅原は『風の谷のナウシカ』みたいなイメージを持ち、馬に乗ってる気分になってしまったと語っている[3]。
詞はこだまさおりが手掛けており、アルバムのビジュアルを細かく見ながら作詞を行ったのでアルバムのイメージにきちんと填まったという[3]。
5. Lush march!! [4:41]
作詞：畑亜貴、作曲・編曲：虹音
タイトルの通りマーチ調であり、「透明パークにて」と同様にマーチ感が漂う曲であるので本作を象徴する楽曲の一つになったという。楽曲のイメージは、凄い明るくてキャッチーで皆で行進したくなるような曲である。また、人生の出発を意味する曲でもあり、「みんなでそれぞれのリズムで前に進んで行こうよ」というメッセージが込められておりライブで凄く盛り上がる曲になると予想した[3]。
ライブでは、この楽曲の為に『Minori Chihara Live Tour 2009 〜Parade〜』からライブグッズでフラッグが製作され、観客と共に旗を振りながら歌うというパフォーマンスを見せた[3]。
資料が挙がってからレコーディングをするまでの時間があまりなく、練習らしい練習をする時間があまり出来ないままレコーディングを行ったという。従って、レコーディング当日は「今日はレコーディングの時間が長引いて迷惑をかけるかもしれない」という不安があったが、レコーディングが始まったらプロデューサーの斎藤滋にいつもより新鮮な感じを受けたと言われ、茅原自身、歌い込んでいない楽曲だったので新鮮な歌が出たと思い、現場で方向性を決めていくという面白さを知った曲になったと語っている[3]。
6. そのとき僕は髪飾りを買う [5:49]
作詞：畑亜貴、作曲・編曲：虹音
楽曲自体はミディアムバラードであり、楽曲を貰った時のイメージは、「凄く大好きな人を少し離れた場所から一生懸命見守っている」という、とても切ないが、誰もが持っている弱さや強さがメロディや詞から滲み出ていると感じたという[3]。
茅原はリアルに共感できる詞であり、詞の主人公が子供でもあり大人でもある感じが良いと思ったという。また、自分自身にとても近い曲でありシンクロできる曲であるという[3]。
アウトロにフェイクが入っており、レコーディング時にアウトロに何かいれようという話になったが、茅原はそういう事が苦手であまり出来なかったが、本作はそういう事に挑戦するということもあり、茅原の中で出てきた物を音にしたという。また、心に染みる歌であり、ゆったりとした気持ちで聴いてもらいたいと語っている[3]。
  - インターネットラジオ『茅原実里のradio minorhythm』7代目エンディングテーマ
7. Melty tale storage [5:50]
作詞：畑亜貴、作曲・編曲：菊田大介
8. 蒼い孤島 [4:33]
作詞：畑亜貴、作曲：俊龍、編曲：藤田淳平
情熱的な激しい恋の歌であり、ピアノソロの静かな所から始まりそこから駆け上がっていく所がゾクゾクするとのこと[4]。
レコーディングでは、耐えきれない恋心というのを爆発して歌いあげたので酸欠になりそうだったと語っている。また、感情を込めて歌おうとして空回りをして苦労をしたという。感情をコントロールしながら、荒々しさを出すという事の難しさを知ったという[4]。
詞も「砕けてしまえ」や「世界が滅びて」など物凄い暴走気味な歌詞になっており、知り合いのライターの人に曲を聴いてもらった時に「茅原さん、この曲怖いです。」と言われたと語っている[4]。
女性の本能のような女性をそのまま歌詞に描いた詞であり、凄い情熱的に燃え上がる曲なのでライブ映えする楽曲の一つになると感じたという[4]。
同楽曲の作曲を手掛けた俊龍の音楽プロジェクト「Sizuk」によるカバーバージョンが、2023年7月5日に配信シングルとしてリリースされている[5]。
9. 光 [5:04]
作詞：こだまさおり、作曲：藤末樹、編曲：大久保薫
茅原としては好みの曲で、初めて楽曲を聴いたときに鳥肌が立ったという。メロディのAメロ、Bメロ、サビという行き方が好きであると語っている[4]。
アルバムを製作する一番初めの段階で、「悲しみ」や「怒り」をぶつけられる内容の詞の歌を歌いたいと斎藤に話していたので、それがこの楽曲に填まったという。楽曲のテーマは「別れ」であり、葛藤や悩み、悲しみ、苦しみ等の色々な感情が渦巻いており茅原自身、共感できる詞であると語っている[4]。
歌詞も楽曲も重い内容なので、色々な重量感に堪えながらのレコーディングであったという。訴えかける内容の言葉が綴られているので、その言葉に引っ張られて気持ちがコントロールできずに逸ってしまったり、リズムが狂ってしまったり、間奏開けの盛り上がっていくテンションを作るのが難しく、全体的にバランスを保つのが難しいレコーディングであったという[4]。
大久保のアレンジで楽曲の雰囲気が全体的に変わり、ストリングスも悲しく体を引き裂かれそうになり、詞もリアルで重い内容なので聴きごたえのある一曲になったと語っている[4]。
10. Paradise Lost -at next nest- [5:17]
作詞：畑亜貴、作曲・編曲：菊田大介
  - テレビアニメ『喰霊 -零-』オープニングテーマ

本作の先行シングルとして本アルバムと同月に発売されたシングルのアレンジバージョンであり、前奏にイントロが付け加えられている。イントロは、菊田に何パターンものイントロを用意していたという[4]。
茅原自身、アルバムバージョンということでアレンジが変わってしまうのが好きではないので、本曲の収録が決定した時もあまり変化させたくないという想いがあったので、イントロだけ頭につくというシンプルな形に収まって安心したと語っている[4]。
11. FUTURE STAR [4:56]
作詞：こだまさおり、作曲：Tatsh、編曲：菊田大介
凄いかっこいい曲で、第一印象は流れ星みたいな印象を持ったという。また、ギターが入って歌から入るという構成は初めてで、詞の内容も「信じてるわたしのfuture star」であり物凄く強い意志を持った人の歌で、確信を持って言い放っているので楽曲から目を逸らせない感じがしたという[4]。
夢を信じる強さや自分を信じる強さが全面的に出ていて、1人で自分自身と戦っている精神世界の歌というイメージである[4]。
テンポがとても速いので、レコーディングは口が回らずに苦労したという[4]。
12. 雨上がりの花よ咲け [5:00]
作詞：畑亜貴、作曲・編曲：菊田大介
  - インターネットラジオ『茅原実里のradio minorhythm』4代目オープニングテーマ
  - 『Club AT-X』#149 エンディングテーマ
13. 花束 [6:39]
作詞：畑亜貴、作曲：藤末樹、編曲：藤田淳平
この曲を聴くと涙腺が緩んでしまい、「ありがとう」という気持ちを込めて歌った曲である[4]。
藤田のアコーディオンを使用したアレンジが茅原は気に入ったという。またアコースティックギターの暖かさが居心地が良く、本作に必要不可欠な楽曲になったという[4]。
レコーディングの時の方向性は、メロディが切ないイメージなので、切なくなりすぎてしまったり暗いイメージになってしまい、ここだというイメージを見つけるのに時間がかかってしまったという[4]。
歌詞は、畑が何度も書き直しており、畑は「今の実里ちゃんだから歌える歌詞がある」ということをテーマにしていて茅原はとても嬉しく感じ、楽曲自体は愛を感じる曲になり、茅原らしい楽曲になったと語っている[4]。
14. everlasting... [5:35]
作詞：こだまさおり、作曲：藤末樹、編曲：大久保薫
  - インターネットラジオ『茅原実里のradio minorhythm』3代目エンディングテーマ

『Parade』を締めくくるにはぴったりの曲に仕上がり、感動的なメロディと詞に涙が溢れてしまい練習ができなかったという[4]。
こだまに対して歌詞を書いてくれている感謝を込めてレコーディングに臨んだという。レコーディング時は曲が難しく自分のイメージ通りに歌えず、悔しい思いをしたと語っている[4]。
Cメロの部分の「これまでの長い道のりが、かけがえのないわたしの証明」というフレーズを全部抱きしめて連れていくという意味が込められており、茅原自身、自分自身を見つめなおすことが出来た楽曲で思い入れが凄く強くなったという[4]。

## クレジット
| Performed by 茅原実里       | Performed by 茅原実里                   |
| --------------------------- | --------------------------------------- |
| Producer                    | 斎藤滋（Lantis）                        |
| Mixing engineer             | 浅野浩伸（Redefine）                    |
| Recording engineer          | 武藤昌俊（Redefine）                    |
| Recording engineer          | 森田信之                                |
| Recording engineer          | 白井康裕                                |
| Recording engineer          | 近藤真奈美                              |
| Assistant engineer          | 奥田基樹（Redefine）                    |
| Studio                      | Magic Garden                            |
| Studio                      | Sony Music Studios Tokyo                |
| Studio                      | ON AIR AZABU STUDIO                     |
| Studio                      | Sound City                              |
| Studio                      | Bunkamura Studio                        |
| Studio                      | WARNER MUSIC RECORDING STUDIO           |
| Studio                      | AVACO CREATIVE STUDIO                   |
| Studio                      | STUDIO MECH                             |
| Studio                      | STUDIO emPOINT                          |
| Studio                      | Ambient Vision                          |
| Design producer             | 小島冬樹（Lantis）                      |
| Art direction & design      | 田中勤郎（Sony Music Communication）    |
| Design                      | 柴田沙耶佳（Sony Music Communication）  |
| Photograhy                  | 谷口尋彦（D-CORD）                      |
| Styling & decoration        | 小泉みちこ                              |
| Styling & decoration assist | KOIZUMI ART CLUB                        |
| Hair & Make-up              | CHICA（LINK）                           |
| Taxidermist                 | 杉本恵司（アトリエ杉本）                |
| Promotion leader            | 鈴木めぐみ（Lantis）                    |
| Promotion                   | 岩下由希恵（Lantis）                    |
| Promotion                   | 渡邉泰仁（Lantis）                      |
| Sales promotion             | 杉谷恵美（Lantis）                      |
| Promotion desk              | 濱田邦子（Lantis）                      |
| Promotion desk              | 山崎彩（Lantis）                        |
| Promotion desk              | 井本愛（Lantis）                        |
| Executive promoter          | 松村起代子（Lantis）                    |
| Thanks                      | Elements Garden                         |
| Thanks                      | POPHOLIC                                |
| Thanks                      | F.M.F                                   |
| Thanks                      | HOT WAVE                                |
| Artist management           | 瀬野大介（avex Planning & Development） |
| Supervisor                  | 本多健二（avex Planning & Development） |
| Executive supervisor        | 伊藤善之                                |
| Executive producer          | 井上俊次（Lantis）                      |
| Executive producer          | 青木義人（avex Planning & Development） |
| Special supporter           | m.s.s members                           |
| Very special thanks         | ALL FANS                                |